# Ağçay
Ağçay är ett vattendrag i Azerbajdzjan.   Det ligger i distriktet Xaçmaz Rayonu, i den nordöstra delen av landet, 150 kilometer nordväst om huvudstaden Baku.